# Tenshi no tamago
Tenshi no tamago (japanska: 天使のたまご, "änglaägget") är en japansk animerad film från 1985. Regissören är Mamoru Oshii, och den här konstfilmen är resultatet av ett manus- och formsamarbete mellan Oshii och bildkonstnären Yoshitaka Amano. Historien kretsar kring två namnlösa personer, en ung flicka som skyddar ett stort ägg och en ung man som har drömmar om en fågel. Detta det första originalprojektet av Oshii innehåller teman gemensamma med andra av hans filmer.
Berättelsen är starkt allegorisk och nästan helt ordlös, vilket försvårat för möjligheten att förstå filmens handling. Den innehåller en rad bibliska referenser och har beskrivits som en kultklassiker. Den presenteras som ett psykologiskt drama med fantasyinslag.

## Handling
Filmen utspelas i en tidig civilisation och skuggvärld fylld med ruiner av byggnader, och historien utgår från två rollfigurer som aldrig presenteras vid namn. En av dessa är en ung flicka som livnär sig med små medel i en närmast övergiven stad, alltmedan hon beskyddar ett stort ägg som hon tror kommer att kläcka fram en ängel. Den andra figuren är en ung man med ett stort skjutvapen och som kliver ner från en stridsvagn.
Flickan möter mannen som frågar ut henne om innehållet i ägget. Han föreslår att man ska knäcka ägget, för att ta reda på vad som finns inuti. Han återberättar en historia som låter som en alternativ version av Noas ark, en version där den utsända fågeln aldrig återvänder / existerar och skeppet seglar vidare. Flickan berättar för mannen att fågeln verkligen fanns, och hon leder honom till ett fossil av en ängel.
Senare krossar mannen flickans ägg medan hon sover. Detta får henne att söka efter honom och slutligen falla ner i en stor vattensamling där en stor mängd ägg dyker upp. Efter detta zoomar kameran ut från scenen, och tittarna får se att staden och världen i filmen befinner sig på toppen av vad som liknar skrovet på ett kapsejsat skepp.

## Produktion och distribution
Filmen är ett samarbete mellan Oshii och bildkonstnären Yoshitaka Amano, där den senare fungerade som filmens figurdesigner. Animationen sköttes av Studio Deen, och Tokuma Shoten stod som övergripande producent och distributör. Filmmusiken är komponerad av Yoshihiro Kanno.
Tenshi no tamago återanvände idéer som Oshi utvecklade för en skrinlagd Lupin III-film. Båda fallen inkluderade temat med att ifrågasätta någots existens (Lupins existens i den skrinlagda filmen, fågeln från Noaks ark i Tenshi no tamago), och båda filmmanusen har med en ängels fossil. Oshii har själv förklarat att den konstnärliga ambitionsnivån med filmen kanske gjort den för svår att förstå för de flesta tittarna. Filmen inkluderar en begränsad färgpalett som i det närmaste gör den monokrom.
Tenshi no tamago distribuerades i första hand som en OVA, men den fick även en begränsad biodistribution. Filmen har i sin suggestiva och experimentella konstnärlighet jämförts med Eiichi Yamamotos Kanashimi no Belladonna (Belladonna of Sadness) och René Laloux' Den vilda planeten.